# 辉特旗
辉特旗，清代蒙古旧旗名。雍正九年（1731年），札萨克辅国公巴济（罗卜藏之子）携其弟噶勒丹达尔札叛附准噶尔。乾隆二十年（1755年），清军平定伊犁，巴济战死，噶勒丹达尔札率族迎降，授一等台吉。乾隆三十年（1765年）卒，子拉克沁噶喇袭爵，并授札萨克一等台吉，以辉特部置旗。牧地在济尔哈河东岸。设1佐领，为札萨克图汗部所属十九旗之一。乾隆四十六年（1781年）诏令世袭罔替。1912年地入蒙古国，驻地即今蒙古国戈壁阿尔泰省哈萨格特扎尔嘎兰（羅馬化：Khasagt Jargalan）。